# Clindamicina
La clindamicina és un antibiòtic d'espectre ampli útil per al tractament de diverses infeccions bacterianes, entre les quals l'otitis mitjana, les infeccions als ossos o a les articulacions, la malaltia inflamatòria pelviana, la faringitis estreptocòccica, la pneumònia o l'endocarditis. Pot ser útil en alguns casos de Staphylococcus aureus resistent a la meticil·lina (MRSA, de l'anglès methicillin-resistant Staphilococcus aureus). També pot usar-se per tractar l'acne i, en combinació amb la quinina, per tractar la malària. Es troba disponible com a medicament oral, intravenós, i com a crema per ser aplicada a la pell o a la vagina.
Els seus efectes secundaris més freqüents són nàusea, diarrea, irritació cutània i dolor al lloc de la injecció. Pot augmentar unes quatre vegades el risc de colitis causada per Clostridium difficile. Per aquest motiu, se sol recomanar quan altres antibiòtics no són adequats. El seu ús es considera generalment segur durant l'embaràs. Pertany a la classe de les lincosamides i actua bloquejant la síntesi de proteïnes en els bacteris.
La clindamicina va ser sintetitzada per primera vegada l'any 1966 a partir de la lincomicina. Es troba en la llista model de Medicaments essencials de l'Organització Mundial de la Salut, que conté els medicaments més importants en un sistema de salut bàsic. A Espanya està comercialitzat com EFG i Dalacin (oral); Clinwas i Dalacin (topic) i Clindamicina (vials).

## Usos mèdics
La clindamicina es fa servir principalment per tractar les infeccions causades per bacteris anaerobis susceptibles, com ara periodontitis, i infeccions de l'aparell respiratori, la pell, i els teixits tous, i la peritonitis. En persones amb hipersensibilitat a les penicil·lines, la clindamicina també es pot fer servir per tractar les infeccions causades per bacteris aeròbics susceptibles. També es va servir per tractar infeccions als ossos o a les articulacions, particularment aquelles causades per Staphylococcus aureus. L'aplicació tòpica de fosfat de clindamicina es pot fer servir per tractar acne de severitat suau i moderada.

### Acne
L'ús de clindamicina conjuntament amb peròxid de benzoil és més eficaç en el tractament d'acne que l'ús de qualsevol dels dos fàrmacs sol. A més, prevé l'aparició de resistència a l'antibiòtic, que és més probable en tractaments de més de tres mesos en què només s'aplica l'antibiòtic.
La clindamicina i l'adapalè en combinació són també més eficaços que qualsevol dels dos fàrmacs sol, tot i que els efectes adversos són més freqüents.

### Bacteris susceptibles
La clindamicina és especialment eficaç en el tractament de les infeccions causades per dos tipus de bacteris: cocs aerobis grampostius, com ara alguns membres dels gèneres Staphylococcus i Estreptococcus (per exemple, el pneumococ), però no enterococs, i bacils anaerobis gramnegatius, com ara alguns Bacteroides, Fusobacterium, i Prevotella, tot i que la resistència està augmentant en Bacteroides fragilis.
La majoria de bacteris gramnegatius (com ara Pseudomonas, Legionella, Haemophilus influenzae i Moraxella) són resistents a la clindamicina, i també ho són els enterobacteris anaerobis facultatius. Una excepció notable és Capnocytophaga canimorsus, un bacteri habitual a la microbiota de la boca de gossos i gats, per al qual la clindamicina és el fàrmac de primera elecció.
A continuació es troben les dades de susceptibilitat del MIC per uns quants patogens significatius.
- Staphylococcus aureus: 0.016 μg/ml - >256 μg/ml
- Estreptococ pneumoniae: 0.002 μg/ml - >256 μg/ml
- Estreptococ pyogenes: <0.015 μg/ml - >64 μg/ml

### Prova D

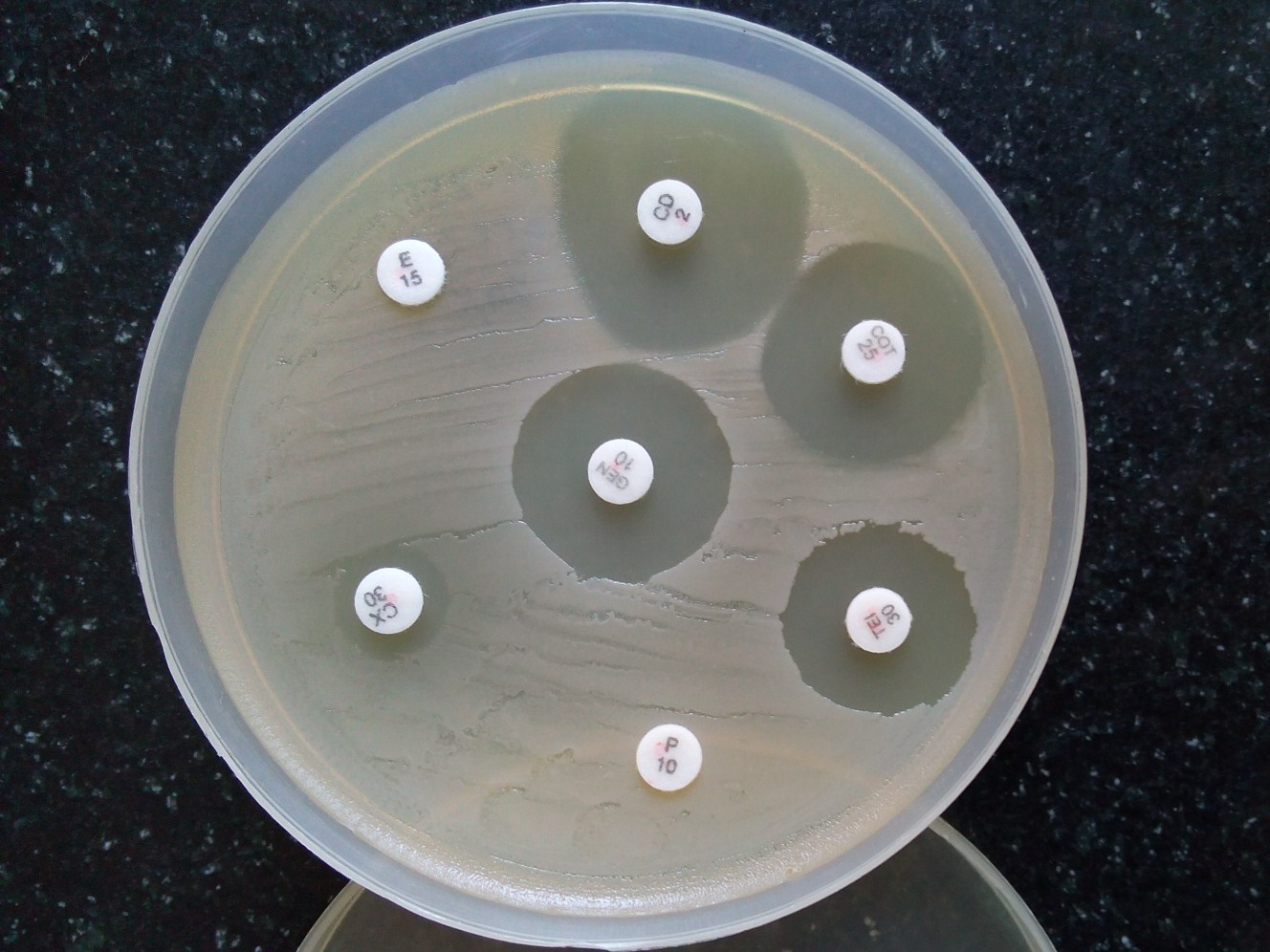
Prova D

Quan es prova la sensibilitat d'un cultiu d'un bacteri grampositiu a la clindamicina, és comú efectuar una "prova D" per determinar si hi ha una subplobació resistent als macròlids. Aquesta prova és necessària perquè alguns bacteris expressen un fenotip anomenat MLSB, que indica susceptibilitat a la clindamicina amb aquesta prova, però in vitro el patogen presenta una resistència induible.
Per actuar un prova D, un plat amb agar és inoculat amb els bacteris en qüestió i dos discs impregnats amb un fàrmac (un amb eritromicina i un amb clindamicina) són col·locats separats uns 15–20 mm en el plat. Si l'àrea d'inhibició al voltant del disc de clindamicina té una forma de "D", el resultat de la prova és positiu i la clindamicina no s'hauria de fer servir a causa de la possibilitat de la presència de patògens resistents i el conseqüent fracàs de la teràpia. Si l'àrea d'inhibició al voltant del disc de clindamicina és circular, el resultat de la prova és negatiu i la clindamicina es pot fer servir.

### Malària
Administrada amb cloroquina o quinina, la clindamicina per tractar la mal[aria causada per Plasmodi falciparum és eficaç i ben tolerada; la segona combinació és particularment útil per nens, i és el tractament d'elecció per dones embarassades que esdevenen infectades en àrees on la resistència a la cloroquina és comuna. La clindamicina no s'hauria de fer servir com un antimalàric per si sola, tot i que sembla molt eficaç com a tal, a causa de la seva acció lenta. Colònies de Plasmodi falciparum aïllades de pacients de l'Amazones peruana han estat identificades com a resistents a la clindamicina degut a les evidències proporcionades en proves in vitro de la susceptibilitat del fàrmac.

### Altres usos
La clindamicina pot ser útil per tractar infeccions de la pell i teixits tous causades per ''Staphylococcus aureus'' resistent a la meticil·lina (MRSA); moltes soques de MRSA són encara susceptibles a la clindamicina; tanmateix estan adquirint resistència a la clindamicina ràpidament.
La clindamicina es fa servir en casos sospitosos de la síndrome de xoc tòxic, sovint en combinació amb un agent bactericida com ara la vancomicina. La lògica d'aquesta aproximació és una presumpta sinergia entre la vancomicina, la qual causa la mort dels bacteris degut al trencament de la paret cel·lular, i la clindamicina, la qual és un potent inhibitor de la síntesi de toxines. Tant in vitro com in vivo els estudis han demostrat que la clindamicina redueix la producció d'exotoxines en estafilococs; també pot induir canvis en l'estructura de la superfície dels bacteris, fet que els fa més sensibles a l'atac del sistema immunitari (opsonització i fagocitosi).
S'ha demostrat que la clindamicina disminueix el risc de naixements prematurs en dones diagnosticades amb vaginosi bacteriana durant la primeria de l'embaràs fins a un terç del risc de les dones que no són tractades.
La combinació de clindamicina i quinina és el tractament estàndard per la babesiosi severa.
La clindamicina també pot tractar la toxoplasmosi, i, en combinació amb la primaquina, és eficaç pel tractament de la pneumocistosi suau i moderada causada per Pneumocystis jirovecii.

## Efectes adversos
Les reaccions adverses comunes associades amb la teràpia sistèmica amb clindamicina — presents en més d'un 1% de les persones — inclouen: diarrea, colitis pseudomembranosa, nàusea, vòmits, dolor abdominal o rampes i/o vermellor a la pell. Les dosis altes (tant intravenoses com orals) poden causar un gust metàl·lic. Les reaccions comunes associades amb les formulacions tòpiques - presents en més d'un 10% de les persones - inclouen: sequedat, picor, o pelat de la pell (loció, solució); eritema (escuma, loció, solució); pell greixosa (gel, loció). Els efectes adversos addicionals inclouen la dermatitis de contacte. Els efectes adversos comuns - presents en més d'un 10% de les - en les aplicacions vaginals inclouen infeccions fúngiques.
La colitis pseudomembranosa és una condició potencialment letal generalment associada amb la clindamicina, però que també ocorre amb l'ús d'altres antibiòtics. La proliferació exagerada de Clostridium difficile, el qual és inherentment resistent a la clindamicina, resulta en la producció d'una toxina que causa una gamma d'efectes adversos, de diarrea a colitis i megacòlon tòxic.
Rarament — menys d'un 0.1% de pacients — la teràpia amb clindamicina ha estat associada amb anafilaxi, discràsia sanguínia, poliartritis, icterícia, transaminases elevades, disfunció renal, aturada cardíaca, i/o hepatotoxicitat.

## Interaccions
La clindamicina pot prolongar els efectes dels blocadors neuromusculars, com per exemple la succinilcolina i el bromur de vecuroni. La seva semblança al mecanisme d'acció de dels macròlids i el cloramfenicol implica que no haurien de ser administrats simultàniament, perquè això causa antagonisme i l'aparició de resistències creuades a aquests antibiòtics.

## Estructura química
La clindamicina és un derivat semisintètic derivat de la lincomicina, un antibiòtic natural produït per l'actinobacteri Streptomyces lincolnensis. És obtingut mitjançant una reacció de substitució del grup hidroxil de la posició 7(R) de la lincomicina a 7(S)-clor. La síntesi de la clindamicina va ser anunciada per primera vegada per BJ Magerlein, RD Birkenmeyer, i F Kagan en la cinquena Interscience Conference on Antimicrobial Agents and Chemotherapy (ICAAC) l'any 1966. Ha estat disponible en el mercat d'ençà el 1968.

## Mecanisme d'acció
La clindamicina té principalment un efecte bacteriostàtic. És un inhibidor de la síntesi de proteïnes bacteriana degut a la inhibició de la translocació dels ribosomes, en una manera similar al mecanisme dels macròlids. Actua enllaçant-se al 50S rRNA de la subunitat gran del ribosoma bacterià.
Les estructures dels complexos entre diversos antibiòtics (incloent-hi la clindamicina) i un ribosoma de Deinococcus radiodurans han estat solucionades mitjançant cristal·lografia de raigs X per un equip de la Max Planck Working Groups for Structural Molecular Biology.

## Ús veterinari
Els usos veterinaris de la clindamicina són bastant similars a les seves indicacions per humans, i inclouen el tractament d'osteomielitis, les infeccions de la pell, i la toxoplasmosi, per la qual és el fàrmac preferit per gossos i gats. La toxoplasmosi rarament causa símptomes en gats, però pot fer-ho en gats molt joves o gats immunodeficients.